# ウィリアム・ブラウン (提督)
ウィリアム・ブラウン（英：William Brown、西：Guillermo Brown、1777年6月22日 - 1857年3月3日）は、アイルランド生まれのアルゼンチン海軍提督。アルゼンチン独立戦争、アルゼンチン・ブラジル戦争、英仏によるラプラタ川封鎖、における勝利により、ブラウンはアルゼンチン市民の尊敬と感謝を勝ち取り、今日ではアルゼンチンの国民的英雄の一人と見なされている。アルゼンチンの海上戦力の創設者かつ最初の提督であり、一般的には「アルゼンチン海軍の父」として知られている。
アイルランド出身ではあるがアルゼンチンで活躍したため、英語名の "William" をそれに対応するスペイン語名 "Guillermo" にかえた "Guillermo Brown" としても知られる。 Guillermo の発音はスペイン語話者でもジェイスモによる幅があり、仮名転写には「ギリェルモ」「ギレルモ」「ギイェルモ」「ギジェルモ」などいくつかの方法がある。また "Guillermo Brown" とした場合、姓の Brown を英語風のまま「ブラウン」とするかスペイン語風に「ブロウン」とするか、も人によって異なるので、 "Guillermo Brown" の仮名転写としては「ギリェルモ・ブラウン」「ギイェルモ・ブラウン」「ギジェルモ・ブロウン」「ギジェルモ・ブラウン」など多くの変異がある。

## 前半生と経歴

### 商船船長
ウィリアム・ブラウンは1777年6月22日、アイルランドのメイヨー県、フォックスフォードに生まれた。彼の家族は、彼がまだ9歳だった1786頃に、アメリカ・ペンシルベニア州のフィラデルフィアに移住した。到着してまもなく、彼らを呼び寄せ世話をしてくれるはずだった友人が黄熱病のために亡くなり、数日後にはウィリアムの父も同じ病で亡くなった。その後、ブラウンはある船の船員付き給仕として雇われ、船乗りとしての経歴の第一歩を踏み出した。
ブラウンの前半生について知られていることは比較的少なく、彼が私生児で母方の姓を名乗っていたこと、父親の姓は実際にはGannonだったこと、が示唆されている。

### ナポレオン戦争中の軍務
十年ほど大西洋で働き、船員としての技能を高め、船長を務められるまでになった後、ブラウンはある英国船に強制徴募され、英国王室に仕えることを強いられた。船長免状を所有しているアメリカ商船船長を強制徴募することは前代未聞であり、完全に違法だった。アメリカの船員に対する強制徴募は、後の米英戦争につながる主な係争の一つだった。
ナポレオン戦争の際、英国船に乗っていたブラウンはフランス軍に捕まった。フランス人は彼を捕虜として扱ってロリアンに護送した。メスに移送される最中に彼はフランス士官の制服を着て変装して脱走した。しかしながら彼は再度捕まり、ヴェルダンの要塞に収監された。1809年に彼はそこからClutchwellという名の英陸軍大佐と一緒に脱出し、ドイツ領にまで逃げ延びた。
英国に戻ると彼は船員を引退し、1809年6月29日、ケントでElizabeth Chittyと結婚した。ブラウンはその年、ラプラタ川に向けて「ベルモン（Belmond）」船上の人となり、ウルグアイのモンテビデオで商人として身を立てた。

### アルゼンチンへの移住
ブラウンは「エリサ（Eliza）」という船の共同船主となり、モンテビデオとブエノスアイレスの間で通商をしていた。エリサが悪天候により座礁すると、ブラウンは積荷を内陸に運び売却して利潤を得、チリを目指してアンデス山脈を越えた。この頃までに「インドゥストリア（Industria）」というスクーナーを購入できるだけの資産が貯まっており、その船を用いてウルグアイ-アルゼンチン間に定期郵便船事業を始めた。これはその種の事業としては南米初の物だった。この点において副王領政府はその商業上の利益に対する脅威を感じ、介入を行った。

## アルゼンチン海軍の司令長官

### スペインとの戦争

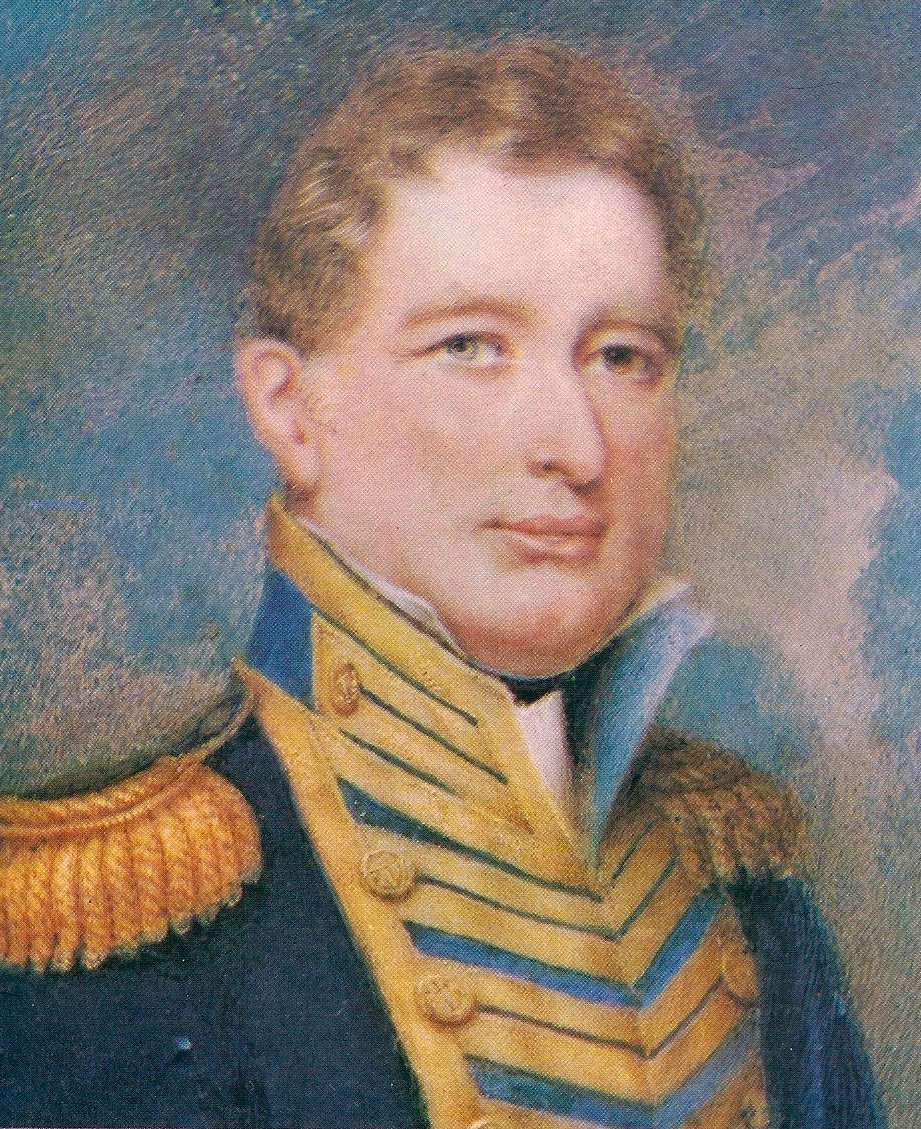
ウィリアム・ブラウンの細密画 Henry Hervè作

スペイン船団はブラウンのスクーナーを破壊し、自分たちの海岸線をスペインの略奪船から防衛しようというアルゼンチンの試みは無に帰した。この事件の結果、アルゼンチンは海岸線防衛と通商保護のために船団を派遣することを決定し、そのためにブラウンを海軍中佐として軍務につけ、その艦隊の司令長官に任命した。これにはカナダ商船船員として登記されていたベンジャミン・フランクリン・シーヴァー（Benjamin Franklin Seaver）から異議が申し立てられたが、後にシーヴァーは異議を撤回した。これはブラウンがかつて強制徴募された経験があることが広く知られるようになったため、シーヴァーは彼が艦隊の指揮を執ることに賛成の方に決意を覆したのだと信じられている。シーヴァーはアメリカ生まれだったが、ジェファーソン大統領が通商禁止法をうちだした後、国際商取引に課せられた二重課税を避けるために多くの商船船員と同じようにカナダ人になっていた。
ラプラタ川はこれらの自由企業船長に新しい好機を提示した。穀物の輸送線を大陸の北部に広げておくことは重要事だったが、スペイン人がその途中で邪魔をしていた。ブラウンの副司令官となったベンジャミン・フランクリン・シーヴァー艦長は、封鎖を解放して上流への艦隊の進路を確保するため、スペイン艦隊への最初の攻撃を指揮した。シーヴァーはこの戦闘による最初の犠牲者ともなった。友であり同志でもあった人物の死の報せを聞いたブラウンはスペイン艦隊への総攻撃を行ったが、この経験豊富な士官を戦闘の緒戦で失ったことによりアルゼンチン軍の士気は低かった。
1814年3月10日、「フリエタ（Julieta）」・「トルトゥガ（Tortuga）」・「フォルトゥナ（Fortuna）」・フェラッカの「サンルイス（San Luis）」と合流した「エルクレス（Hercules）」は、ハシント・デ・ロマラテ艦長（Captain Jacinto de Romarate）に率いられた強力なスペイン艦隊に対峙した。スペインの無敵艦隊は、6隻の軍艦、ブリッグ、砲艦と、4門の地上砲台からなっていた。エルクレスが座礁した後、激烈な戦いが繰り広げられた。アメリカ生まれの士官で「フリエタ」の司令官だったベンジャミン・フランクリン・シーヴァーは戦死した。「エルクレス」は3月12日の午前10時まで自分を護りきった。この戦闘の結果、イライアス・スミス司令官（Commander Elias Smith）、ロバート・スタシー大尉（Lieutenant Robert Stacy）、そして45人の水兵がぶどう弾によって死亡した。およそ50名が負傷し、軍医のバーナード・キャンベル（Bernard Campbell）は対応に追われた。旗艦は少なくとも82発の砲撃を受け、戦場で修理を受けた。喫水線下は鉛板がとりつけられ、船体は革とタールで覆われた。これ以後、この艦は「黒いフリゲート」と渾名されることとなる。イギリス生まれのリチャード・バクスターが新しい司令官に任命された。1814年3月17日、ブラウンは「フリエタ」「セピル（Zephir）」と共にマルティン・ガルシア島を攻撃した。「エルクレス」はスペイン艦「エスペランサ（Esperanza）」「カルメン（Carmen）」と交戦を開始した。

1814年4月20日、モンテビデオはアルゼンチン軍によって封鎖された。その後は1814年5月8日に戦闘が再開されるまでは大きな交戦はなかったが、その戦闘も海上の状況が悪かったため全力ではなかった。
ブラウンは装備も不充分な7隻からなる自分たちの小艦隊で強力無比なスペイン艦隊に攻撃をかけることを決意した。1814年3月8日、ブラウンは自分の艦隊を出航させ48時間以内に激しい戦闘に入った。海上と陸上の戦力はマルティン・ガルシア島に展開した。マルティン・ガルシア島はブエノスアイレスから32km沖合にある要塞化された島で、パラナ川とウルグアイ川への交通を支配する「ラプラタ川のジブラルタル」として知られていた。ブラウンは島を占拠することに失敗し、彼の旗艦「エルクレス」は激しい攻撃を受け陸地に乗り上げてしまった。アルゼンチン軍は陸と海から攻撃を続け、3月14日、激烈な争奪戦の後マルティン・ガルシア島の占拠に成功した。スペイン軍司令官は、3隻の武装商船の加入で海軍力が強化されたブラウンの追撃を受けながら、艦隊をモンテビデオに引き上げた。
封鎖を目的としたスペインの艦隊は今やブラウンとその艦隊によって逆に封鎖されてしまった。モンテビデオは飢餓の危機に直面した。ブラウンは退却を装い、5月14日にスペイン軍を砲台から引き離すことに成功した。そのさらに2日後の5月16日に戦闘が開始され、その戦いでブラウンは砲弾により片足を粉砕された。それにもめげずに、彼は「エルクレス」の甲板に横たわりながら命令を出し、直接指揮を執ることを続けた。スペイン艦隊は恐慌をきたして港へ避難しようとしたが、3隻が拿捕された。この交戦の直接的結果として、ラプラタ川はスペインの支配から解放され、モンテビデオはアルゼンチンの手に落ちた。
戦いはアルゼンチンが勝利を宣言したあとも続いた。イポリト・ド・ボシャール（Hippolyte de Bouchard）の協力を受け、ブラウンはアルゼンチン海域だけでなく両アメリカ大陸西海岸や太平洋のいたるところでもスペイン船舶を追い回し、彼の艦隊の船主たちは恐ろしく心配させられた。ある島に乗り上げ、熱病にうなされているブラウンの元へ、ブラウンはアルゼンチンへ帰国後軍事法廷にかけられることになっている、という報せが届いた。彼は一旦イギリスに戻り、法的・政治的戦いを味方の協力と共に勝ち抜いた。彼がアルゼンチンに戻ると「エルクレス」を贈呈された。ウィリアム・ブラウンはその後農業を行い家族との満ち足りた幸せな生活を14年にわたって過ごした。

### ブラジルとの戦争
ブラウンはそのまま平穏には過ごせなかった。ウルグアイは3世紀にわたってスペインとポルトガルとの争いの種だったが、今ではアルゼンチンとブラジルとの間で同じ役割を果たしていた。1825年12月14日、アルゼンチンとブラジルの間に戦争が勃発した。アルゼンチン当局には経験豊かな提督どころか艦隊もなく、国境に沿って展開させた陸上戦力にすべての余力を注いでいた。海岸線の防備は見て見ぬふりをされ、ブラウンによるこれまでに渡る作戦可能な艦隊の要求は無視され、ブラウンは同盟支持の「青シャツ派」から連邦支持の「赤シャツ派」に鞍替えした敵対者のほとんどから「外国人」と見なされていた。だがついに好機が訪れた。
ブエノスアイレスの港を護るため、ブラウンは再び提督として軍務に復帰するよう懇願された。彼は要請を受け入れ、彼の能う限り、艦隊を作り上げ、整備することに従事した。
ブラジルはアルゼンチンを封鎖することから作戦を開始した。この非常事態にアルゼンチンはブラウンの指導の下、彼が指揮する新しい艦隊を何とか間に合わせた。アルゼンチンの封鎖に対する報復行動として、彼は精力的にブラジル沿岸を攻撃し、ブラジルの海運に打撃を与え、奮闘したフンカルの戦い（Battle of Juncal）においては7隻の船と8隻の砲艦をもって17隻からなるブラジル艦隊を全滅させ、敵の司令官を捕虜とした。1827年6月11日、ブエノスアイレスをすぐ目の前にして、アルゼンチン軍とブラジル軍の間にロス・ポソスの決戦（Battle of Los Pozos）が行われた。アルゼンチン軍はわずか11隻の船しかなかったのに対し、ブラジル軍には31隻もの船があった。戦闘の前、ウィリアム・ブラウンは彼のよく知られている2つの言葉を残した。「同志諸君！勝利と訓練を信じよ。そして祖国へ万歳三唱！」そしてその数分後、「砲撃開始！国民がみているぞ！」激しい遭遇線の後、ブラジル軍は総崩れとなって敗走し、ブラウンがアルゼンチン側の委員となって1827年10月4日にブエノス・アイレスの自由を保障する条約が結ばれると、ある種の平和が訪れた。

### ウルグアイとの戦争
ウルグアイ国内の派閥抗争において、アルゼンチンの指導者であるフアン・マヌエル・デ・ロサスは、彼の友人でありブランコ党とコロラド党の間の内戦で失脚した前ウルグアイ大統領であるブランコ党のマヌエル・オリベ（Manuel Oribe）を支援した。ブラウンは現役に戻り、モンテビデオ周辺での3度の交戦によりかつて自分の士官だったジョン・コー（John Coe）を打ち破った。1842年8月15日、彼はパラナ川の戦いにおいて、その後イタリア統一運動の英雄となるジュゼッペ・ガリバルディに指揮されたウルグアイの河川艦隊を撃破した。ウルグアイ軍を追って川をさかのぼったブラウンは上陸を強行し海兵にウルグアイ軍と交戦させた。これまでの戦闘を経て両陣営の多数がお互い見慣れた顔となっていたが、捕虜に対して優越感を得たブラウンの部下の一部が私的な復讐を企図し、捕虜の一人を去勢した。これを聞いたブラウンは烈火の如く怒り、部下の卑劣にいっさいの容赦をせず、悪名高きガントレットと呼ばれる笞刑をもって彼らを厳しく罰した。受刑者は裸にされ、2列に向かい合って彼らを棒で打つ同僚たちの間を歩かされたが、列の途中で息絶える物もいた。ブラウンは自分の部下によってなされたこの不名誉のため、この戦いの勝利を受け入れることを拒み、処刑の裁定を待つばかりとなっていたジュゼッペ・ガリバルディを釈放させることに自分の影響力の全てを費やした。ブラウンはその行動に対して忠誠心が問われた際、このような言い習わしを用いた。「たとえそれが悪魔と交わしたものであっても、約束は守られなければならない」職務中の名誉は、ウィリアム・ブラウンと彼の新たなる故国に対する職務にとって重要なことであり、ガリバルディに向けられた親切にそれが見える。ガリバルディはこの恩寵の礼に、数年後、孫の一人にブラウンにちなんで "William" と名付けた。アルゼンチン軍/ブランコ軍はウルグアイのほとんどを占領したがモンテビデオを攻略することはできず、モンテビデオは1843年2月に始まった包囲攻撃を9年ものあいだ耐え抜いた。1845年にパラグアイへの交通が封鎖されると、イギリスとフランスがコロラド党の側に立って紛争に介入してきた。

## 晩年
1847年、ブラウンは娘に伴われて生まれ故郷のフォックスフォードを訪れた。
ロサス政権が失墜後、多くの海軍士官が解雇されたが、海軍司令官は別だった。ブラウンは国家への長期にわたる忠誠に敬意を払われていた。バラカスにある邸宅に隠棲したブラウンは、対ブラジル戦での敵だったグレンフェル（Grenfell）の訪問を受けた。グレンフェルは、アルゼンチンは国家のために戦った者に対して恩知らずであると述べると、老提督は答えた「グレンフェルさん、私の子供たちの祖国にとって有用であったということは、私を悩ませるものではありません。数多くの苦痛や困難から解放されるときには、6フィートの地面があれば充分であり、富や名声は余分なものでしかないのです」
1857年3月3日、彼は死亡し、軍人として最高の名誉を以て埋葬された。アルゼンチン政府は以下のように述べた公式声明を発表した「独立以来我らの故郷が戦ってきた国家戦争に恒久的に仕えてきた人生をもって、ウィリアム・ブラウンはアルゼンチン共和国の海軍の栄光を象徴している」彼の埋葬の間、バルトロメ・ミトレ将軍（Bartolomé Mitre）は有名な発言をした「生涯にわたって後甲板に立ち続けたブラウンは、我々にとって一艦隊の価値があった」彼の墓は現在ブエノスアイレスのレコレタ墓地にある。

## 遺産

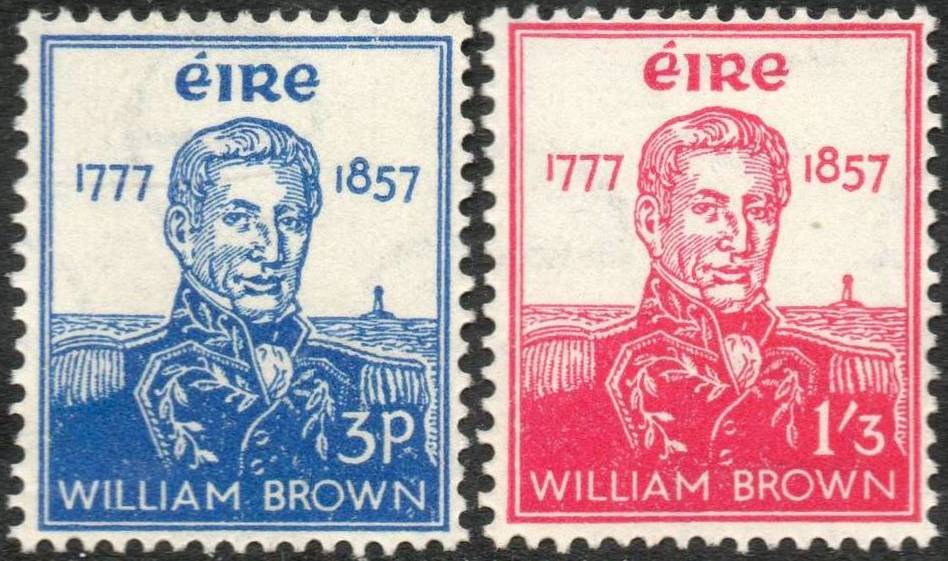
アイルランドの没後百年記念切手　1957年

彼の記念切手は1957年にアイルランド政府によって、1891年・1935年・1956年にアルゼンチン政府によって発行されている。
1980年代中頃から、ブラウンの剣の複製品がアルゼンチン海軍提督たちによって身につけられている。そのような複製品の一つがアイルランド国立海事博物館に展示されている。オリジナルの剣はアルゼンチンの国立歴史博物館にある。
ウィリアム・ブラウンの戦いの記念碑や銅像はブエノスアイレスとアイルランドの生地であるフォックスフォードにある。2006年の4月から6月にかけてアイルランド海軍の艦艇「エンヤ（Eithne）」が、翌年に迫ったブラウンの没後150年の記念式典に参加し、ブラウンの像を持ち帰ってダブリンで展示するためにアイルランドの軍艦としては初めて南半球に展開してブエノスアイレスまで航海した。旅の途中、エンヤはマル・デル・プラタに立ち寄り、アルミランテ・ブラウン広場を訪れて、アルゼンチン海軍の同僚と共にこのアイルランド人の英雄に賛辞を呈した。
アイルランド首相のバーティ・アハーンは2006年9月27日、ダブリンのサー・ジョン・ロジャーソン埠頭のアドミラル・ブラウン小路で新しいブラウンの像がお披露目される際にこう言った。「2001年に、ブエノスアイレスのブラウン提督記念碑に花輪を捧げ、私の訪問の記念銘板を除幕したことは、私にとって名誉なことでした。2つの国家間のつながりが、過去においても現在においても、いかに強いものかという思いと同様に、アルゼンチンの歴史においてウィリアム・ブラウンという人間がいかに重要な人物だったのかという明確な印象が私の中にもたらされました」
ラ・ボカのブラウン家の複製「カサ・アマリージャ（Casa Amarilla）」にあるブラウン国立研究所は「この国の海事の歴史と海軍の関与の研究と、ウィリアム・ブラウンの人生と軍事的業績の調査におけるアルゼンチン・アイルランド両政府の協力のために」1948年に設立された。この組織はブエノスアイレスに本拠を置き、国中に支部を持っている。
また、多数のアルゼンチン海軍艦艇や政府関連施設に彼にちなんだ名前がつけられている。例示すると以下のようになる。
- アルミランテ・ブラウン級駆逐艦
- アルミランテ・ブラウン (重巡洋艦)
- アルミランテ・ブラウン (駆逐艦・初代)
- アルミランテ・ブラウン (駆逐艦・2代)
- アルミランテ・ブラウン南極基地
- アルミランテ・ブラウン (デパルタメント)
- アルミランテ・ブラウン (パルティード)
- 高校
- 4つのサッカークラブ

2012年11月25日以来、アルゼンチンとアイルランドのラグビー国際試合勝者は「アドミラル・ブラウン杯」が授与される。アイルランドが46-24でアルゼンチンを下し初代王者となった。